# The Real Slim Shady
«The Real Slim Shady» es una canción interpretada por el cantante estadounidense Eminem. La canción fue lanzada en el álbum The Marshall Mathers LP. Una semana después del lanzamiento del álbum, la canción fue lanzada como su primer sencillo. En 2005, fue incluida en el álbum recopilatorio Curtain Call: The Hits.
"The Real Slim Shady" fue la primera canción de Eminem en alcanzar la primera posición en la UK Singles Chart y además llegó al puesto 4 del Billboard Hot 100. La canción también ganó varios premios, incluyendo los MTV Video Music Awards al Video musical del Año y al Mejor video Masculino, así como el Premio Grammy a la mejor actuación de rap en solitario.

## Video musical
El video musical de la canción mostraba a Eminem cantando en varios lugares, incluyendo un hospital psiquiátrico, un vecindario de Detroit, un restaurante de comida rápida, en los Premios Grammy y en una fábrica donde se hacen clones de Eminem. En el vídeo aparecieron varios cameos de celebridades incluyendo Dr. Dre y D12. También aparecieron dobles de Kid Rock, Pamela Anderson y Fred Durst entre otros. La actriz y comediante Kathy Griffin también aparece en el video como una de las enfermeras del hospital psiquiátrico.

## Listado de canciones
1. «The Real Slim Shady» (versión explícita del álbum)
2. «Bad Influence» (Versión limpia)
3. «The Real Slim Shady» (instrumental)
4. «My Fault» (Pizza Mix)
5. «Just Don't Give a Fuck» (Enhanced Video Track)

## Listas de popularidad
| Lista (2000)                      | Posición más alta |
| --------------------------------- | ----------------- |
| Australian Singles Chart          | 11                |
| Billboard Hot 100                 | 4                 |
| Billboard Hot R&B/Hip-Hop Songs   | 11                |
| Billboard Hot Rap Tracks          | 7                 |
| Canadian Singles Chart            | 1                 |
| Irish Singles Chart               | 1                 |
| Listas musicales de Alemania      | 7                 |
| Listas musicales de Finlandia     | 6                 |
| Listas musicales de Francia       | 6                 |
| Listas musicales de Italia        | 4                 |
| Nederlandse Top 40 (Países Bajos) | 5                 |
| New Zealand Singles Chart         | 15                |
| Sverigetopplistan (Suecia)        | 3                 |
| Swiss Record Charts               | 2                 |
| UK Singles Chart                  | 1                 |
| Ultratop 40 (Valonia)             | 2                 |
| Ultratop 50 (Flandes)             | 7                 |
| VG-lista (Noruega)                | 2                 |
| Ö3 Austria Top 40                 | 6                 |